# Miguel Vale de Almeida
Miguel de Matos Castanheira do Vale de Almeida (Lisboa, 21 de agosto de 1960) é antropólogo português. É ativista LGBT e foi deputado à Assembleia da República pelo Partido Socialista, tendo estado envolvido na aprovação da lei que permite o casamento entre pessoas do mesmo sexo e da lei de identidade de género.
É professor catedrático do ISCTE - Instituto Universitário de Lisboa, onde se doutorou. Desenvolveu investigação em Portugal, no Brasil e em Espanha, em questões de género e sexualidade, assim como raça e pós-colonialismo.
É Diretor da revista de antropologia Etnográfica. Publicou vários livros (dois dos quais também nos EUA e no Reino Unido – The Hegemonic Male. Masculinity in a Portuguese Town e An Earth-Colored Sea: ‘Race’, Culture, and the Politics of Identity in the Portuguese-Speaking World).
É o autor do livro de ficção científica «Euronovela», que foi ao prelo em 1998 e que venceu o prémio Editorial Caminho de Ficção Científica.

## Obras académicas
- A Chave do Armário. Homossexualidade, Casamento, Família (Lisboa. ICS, 2009).
- Outros Destinos. Ensaios de Antropologia e Cidadania - Porto: Campo das Letras. (2004)
- An Earth-Colored Sea. "Race", Culture and the Politics of Identity in the Post-Colonial Portuguese-Speaking World - Oxford e Nova Iorque: Berghahn Books. (2004)
- Um Mar da Cor da Terra. "Raça", Cultura e Política da Identidade - Oeiras: Celta. (2000)
- Corpo Presente: Treze Reflexões Antropológicas sobre o Corpo (org.) - Oeiras: Celta. (1996)
- Senhores de Si: Uma Interpretação Antropológica da Masculinidade - Lisboa: Fim de Século, colecção "Antropológica". (primeira edição: 1995).